# Нова Весь (Белхатовський повіт)
Нова Весь (пол. Nowa Wieś) — село в Польщі, у гміні Дружбиці Белхатовського повіту Лодзинського воєводства.
У 1975-1998 роках село належало до Пйотрковського воєводства.